# Калхун (окръг, Западна Вирджиния)
Окръг Калхун (на английски: Calhoun County) е окръг в щата Западна Вирджиния, Съединени американски щати. Площта му е 728 km², а населението – 7607 души (2012). Административен център е град Грантсвил.